# Guédelon

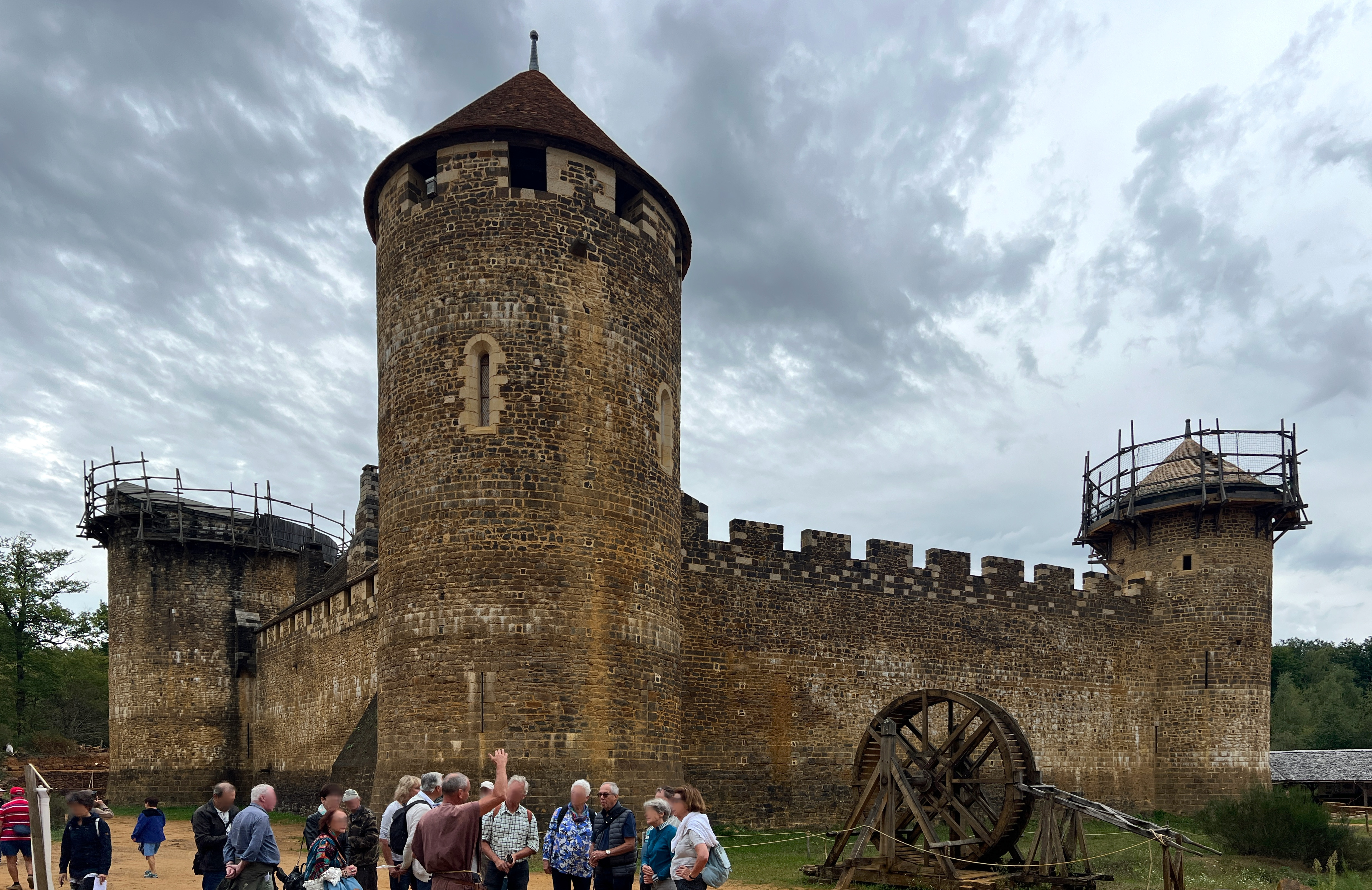
Die Burg im September 2023

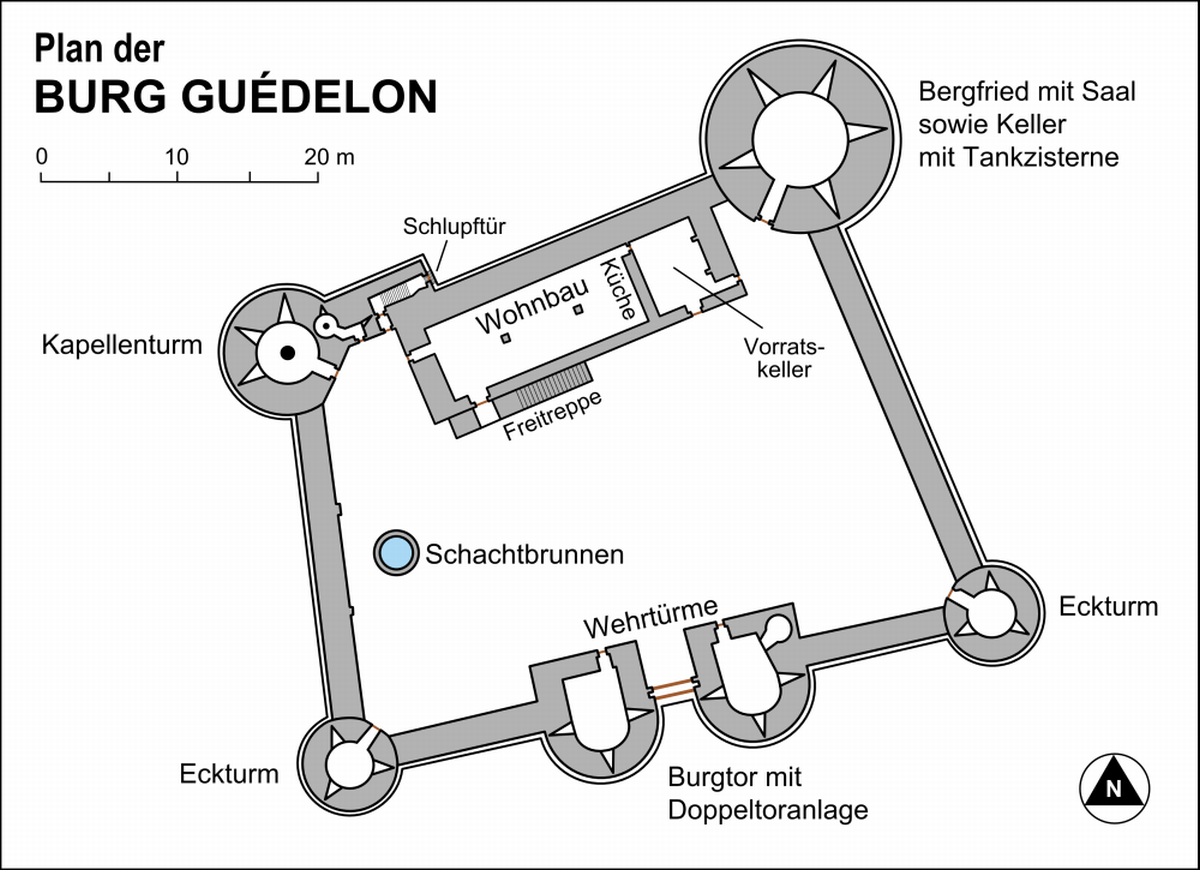
Plan der Anlage

Guédelon ist ein Projekt zur Errichtung einer Burg auf dem Gebiet der französischen Gemeinde Treigny im Département Yonne. Nach den Prinzipien der experimentellen Archäologie werden bei diesem Projekt nur Techniken aus dem 13. Jahrhundert angewandt, der Baubeginn war 1997. Die Fertigstellung der Burg war für das Jahr 2023 geplant, inzwischen wird ca. 2030 anvisiert.

## Lage
Guédelon liegt im Bereich der Gemeinde Treigny nahe den Orten Saint-Sauveur-en-Puisaye und Saint-Fargeau in der Region Burgund an der alten Route nationale 455. Der Ort befindet sich 150 Kilometer Luftlinie und rund 200 Straßenkilometer südsüdöstlich vom Pariser Zentrum entfernt, und 40 Kilometer südwestlich der Stadt Auxerre. Etwa 30 Kilometer westlich liegt Briare an der Loire. Dort verläuft die Autoroute A 77.

## Baugeschichte

### Entstehung des Projekts

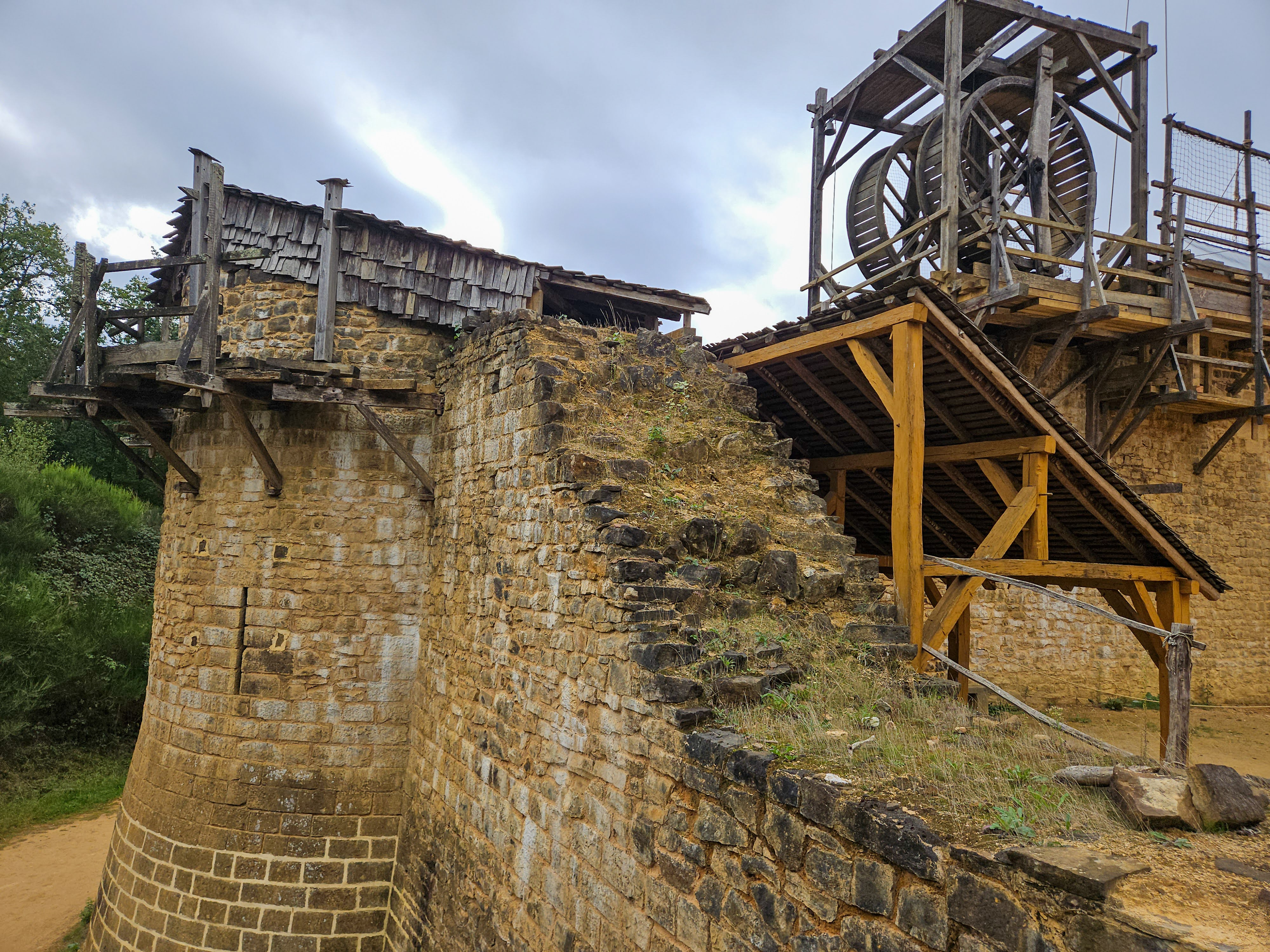
Eine Mauer der Burg Guédelon im September 2023

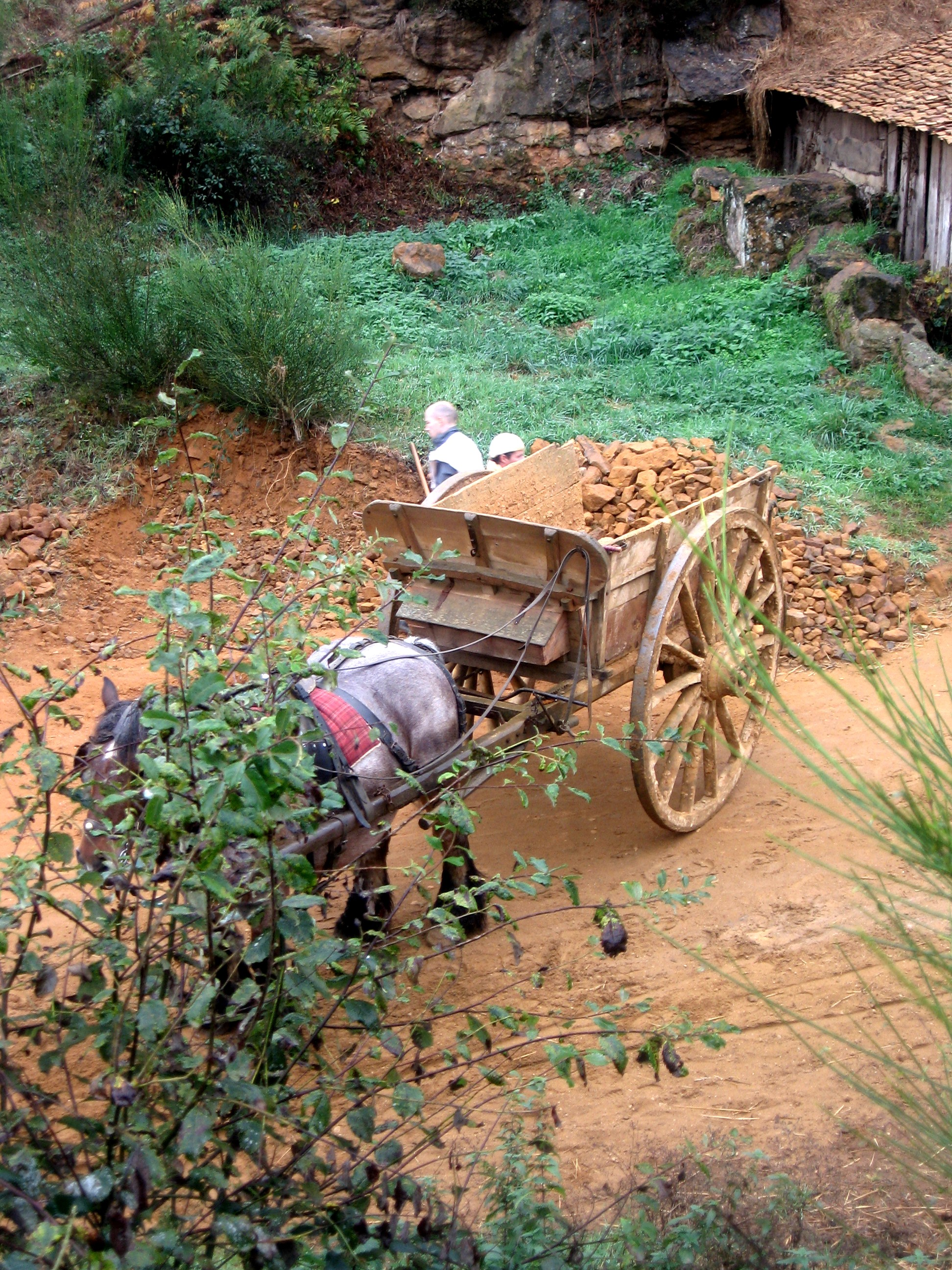
Pferdekarre

Michel Guyot, der Begründer des Projekts, hatte seit den 1970er-Jahren bei der Restaurierung von Schlössern und Burgen in der Region Erfahrungen gesammelt. Mit der Burg Guédelon setzt er einen langgehegten Traum um. Nach längerer Suche nach einem geeigneten Platz, an dem ausreichend Baumaterialien wie Stein, Holz und Wasser zur Verfügung stehen würden, begann man 1997 in einem stillgelegten Steinbruch mit dem Bau. Dabei kamen möglichst nur Methoden des 13. Jahrhunderts zur Anwendung, wie z. B. die Zwölfknotenschnur zum Bestimmen rechter Winkel.

### Architektonisches Vorbild
Das architektonische Muster liefert der zur Zeit von Philipp II., dem französischen König von 1180 bis 1223, geltende Architektur-Kanon des 12. und 13. Jahrhunderts mit dem vom König angeordneten Standard der Festungsarchitektur. Die Schlösser Louvre in Paris, Yèvre-le-Châtel im Loiret wie auch das nahe Schloss Ratilly und die Burgruine in Druyes-les-Belles-Fontaines sind Beispiele dafür.
Die Burgen nach Philippischer Architektur (französisch: architecture philippienne) haben folgende Charakteristika:
- einen rechteckigen Grundriss
- hohe Schildmauern, deren unterste Bereiche oft angeschrägt sind und in einem Trockengraben stehen
- das Burgtor mit den beiden Wehrtürmen
- zylindrische Ecktürme mit einfachen, wechselständigen Schießscharten auf verschiedenen Niveaus
- einen Kapellenturm und einen höheren und mächtigeren Hauptturm, den Bergfried
- dazwischen das sogenannte Châtelet, also ein kleines Quartier für Soldaten, benannt nach dem lateinischen Begriff castrum
- einen Schachtbrunnen im Burghof

Philipp II., mit dem in Frankreich nach Ablösung der Wahlmonarchie die Erbmonarchie begann, hatte mit geschickten Bündnis- und Eheverträgen eine dauerhafte kapetingische Expansionspolitik begonnen, was die Übernahme eines französischen statt eines burgundischen Architektur-Vorbilds in diesem Teil der Yonne rechtfertigte.

### Baufortschritt
Nach dem Baubeginn 1997 begannen Wissenschaftler der verschiedensten Bereiche, sich für das Projekt zu interessieren. So erhielt das Projekt eine Fachberatung und -begleitung von Kultur-, Bau- und Kunsthistorikern, Architekten und Archäologen. Dabei zeigte sich, dass viele mittelalterliche Bautechniken neu entwickelt werden mussten.
Das Projekt wird unter möglichst authentischen Bedingungen durchgeführt, entsprechend den Grundsätzen der experimentellen Archäologie. Daher tragen die Handwerker und Mitarbeiter mittelalterliche Gewänder. Zum Arbeits- und Gesundheitsschutz werden persönliche Schutzausrüstungen wie Schutzbrillen, Handschuhe und Stahlkappenschuhe getragen; die Tretkräne erhielten Sicherheitsbremsen. Alle Werkzeuge und Hilfsmittel wie Tretkräne, Lehrgerüste und Gewölbeschalungen werden auf der Baustelle selbst hergestellt, Transporte mit großrädrigen Pferdekarren bewerkstelligt.

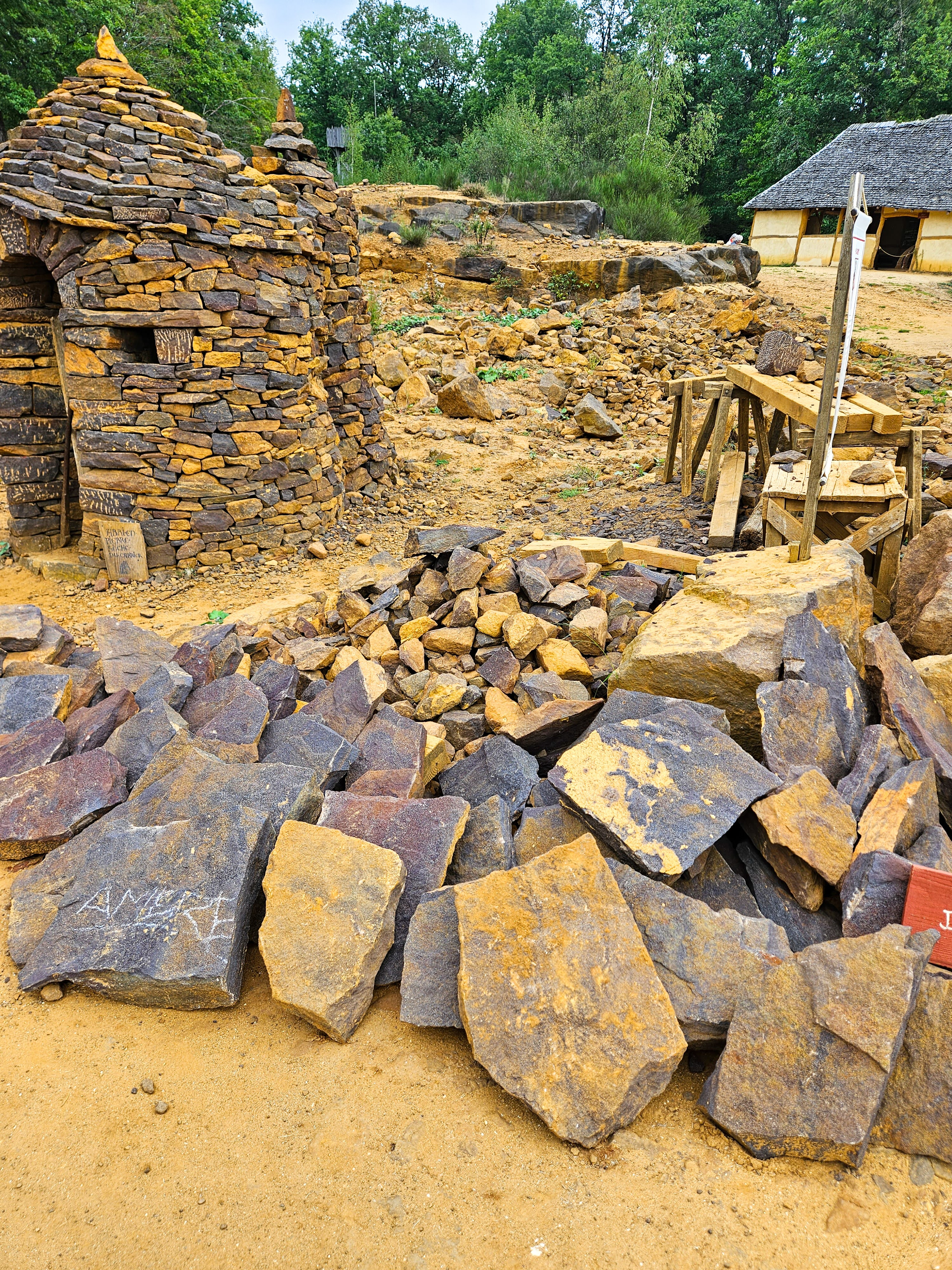
Steinbruch

Zulieferer an der Baustelle sind Handwerker, die unter anderem Dachschindeln, Körbe, Töpferwaren, Fliesen, Nägel, Werkzeuge, Seile, Balken und Kleidung herstellen; außerdem werden Pferde, Schafe, Schweine, Gänse, Hühner und Enten gehalten.
Holz für die Gerüste wird im umliegenden Wald geschlagen, Bruchsteine werden in dem alten Steinbruch, in dem sich die Baustelle befindet, mit einfachen, zeittypischen Werkzeugen gebrochen und mit Pferdewagen zu den Steinmetzwerkstätten transportiert. Mörtel wird aus Sand, Ton und gelöschtem Kalk hergestellt. Mörtel und Steine werden in handgefertigten Körben an den Bau gebracht.
Nägel werden in der örtlichen Schmiede von Hand geschmiedet. Einige Rohmaterialien werden angeliefert, zum Beispiel Roheisen von eher geringer Qualität (kein Stahl) oder besagter gelöschter Kalk, da dessen Herstellung vor Ort zu gefährlich wäre. Ausnahme sind auch die Baugerüste, da sie aus Sicherheitsgründen aus mit modernen Methoden bearbeitetem Holz bestehen und mit Metallschrauben verbunden sind.
Unter der Leitung von Michel Guyot arbeiten 50 vollberufliche Arbeiter und in der Hauptsaison bis zu 16 Freiwillige an der Burg. Die Arbeiten ruhen von November bis März jeden Jahres. In dieser Zeit ist die Baustelle auch für Besucher geschlossen.

Baufortschritte seit 2000
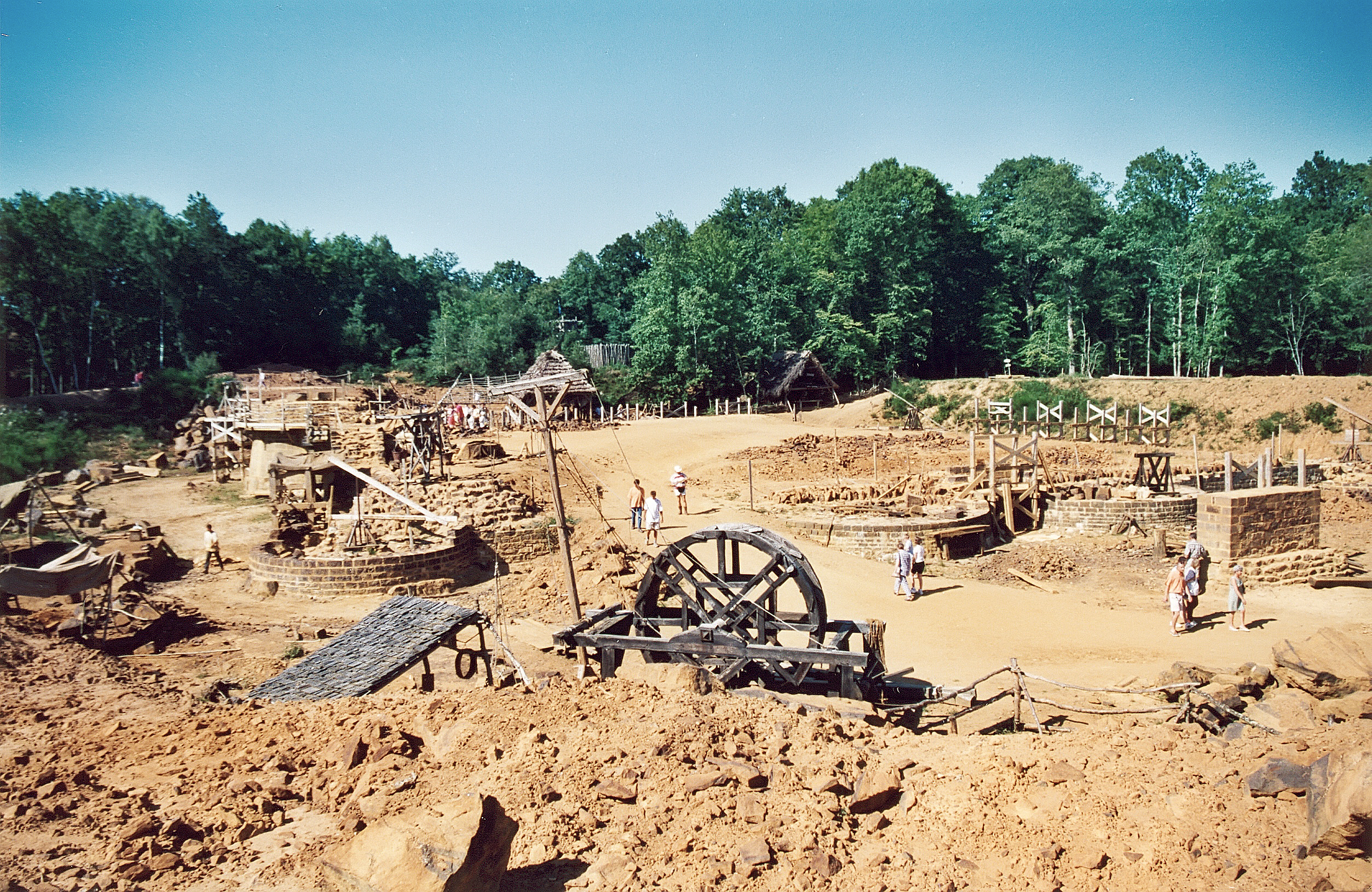
Sommer 2000
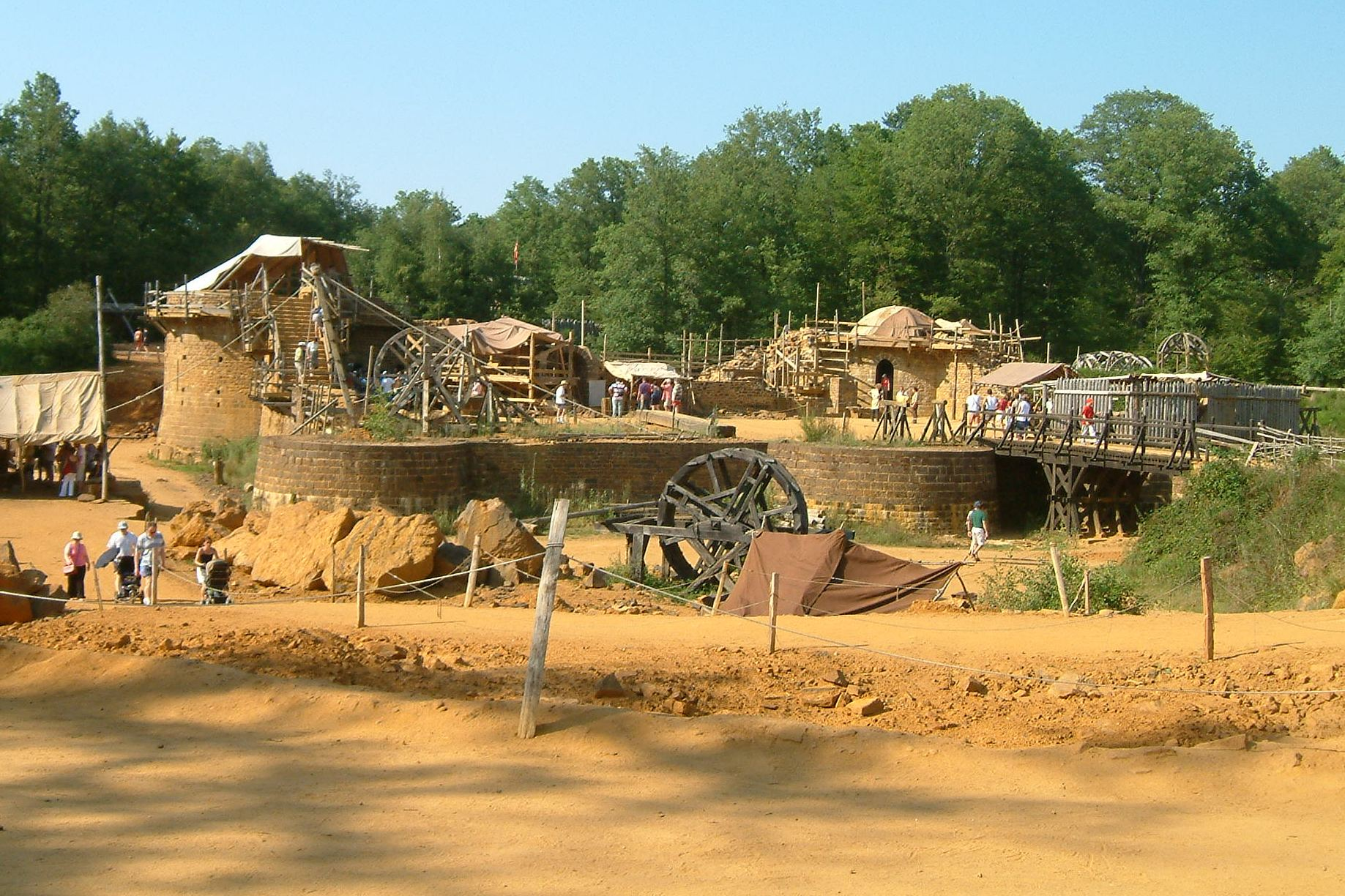
Juli 2005
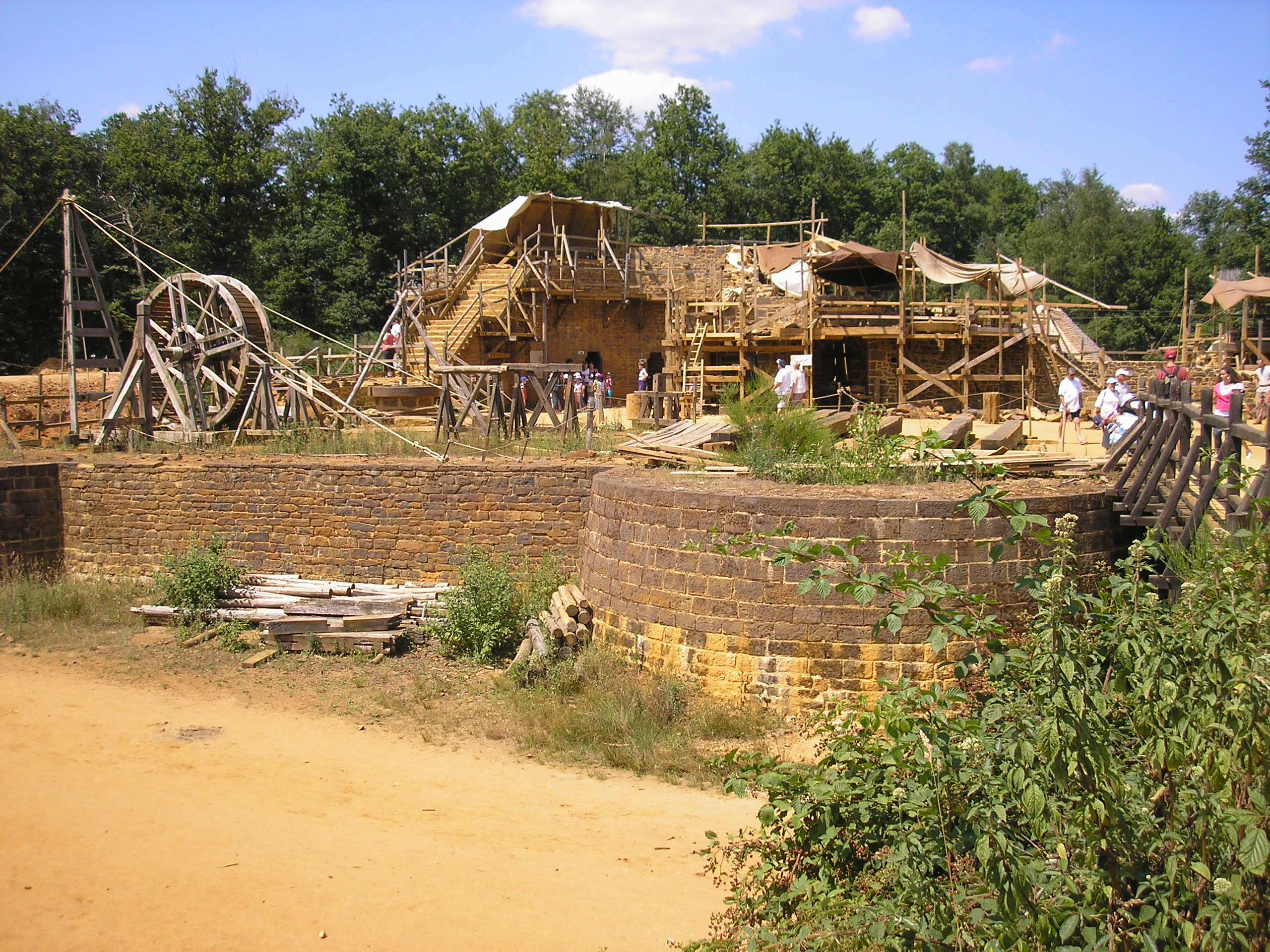
Juli 2006
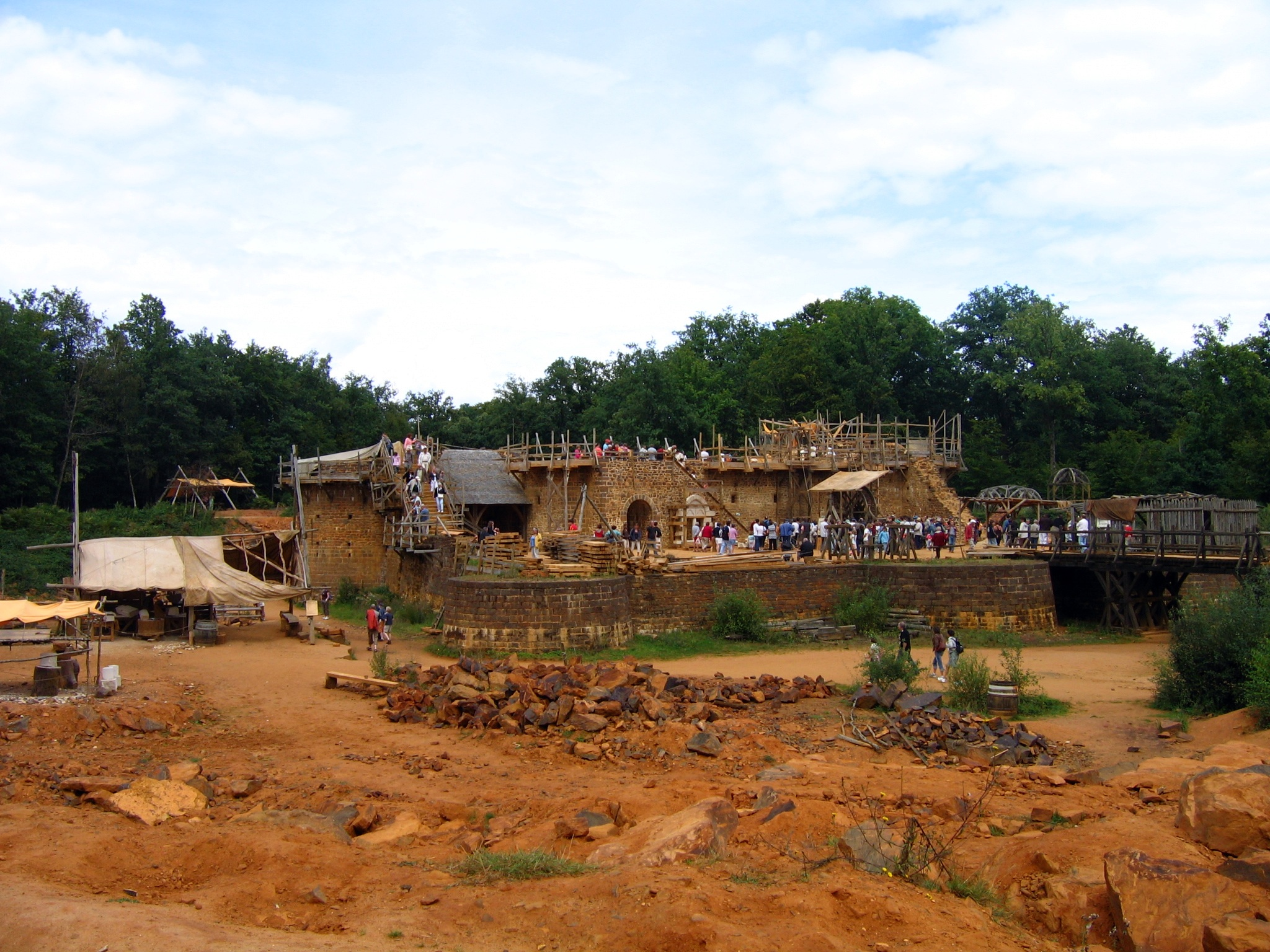
August 2007
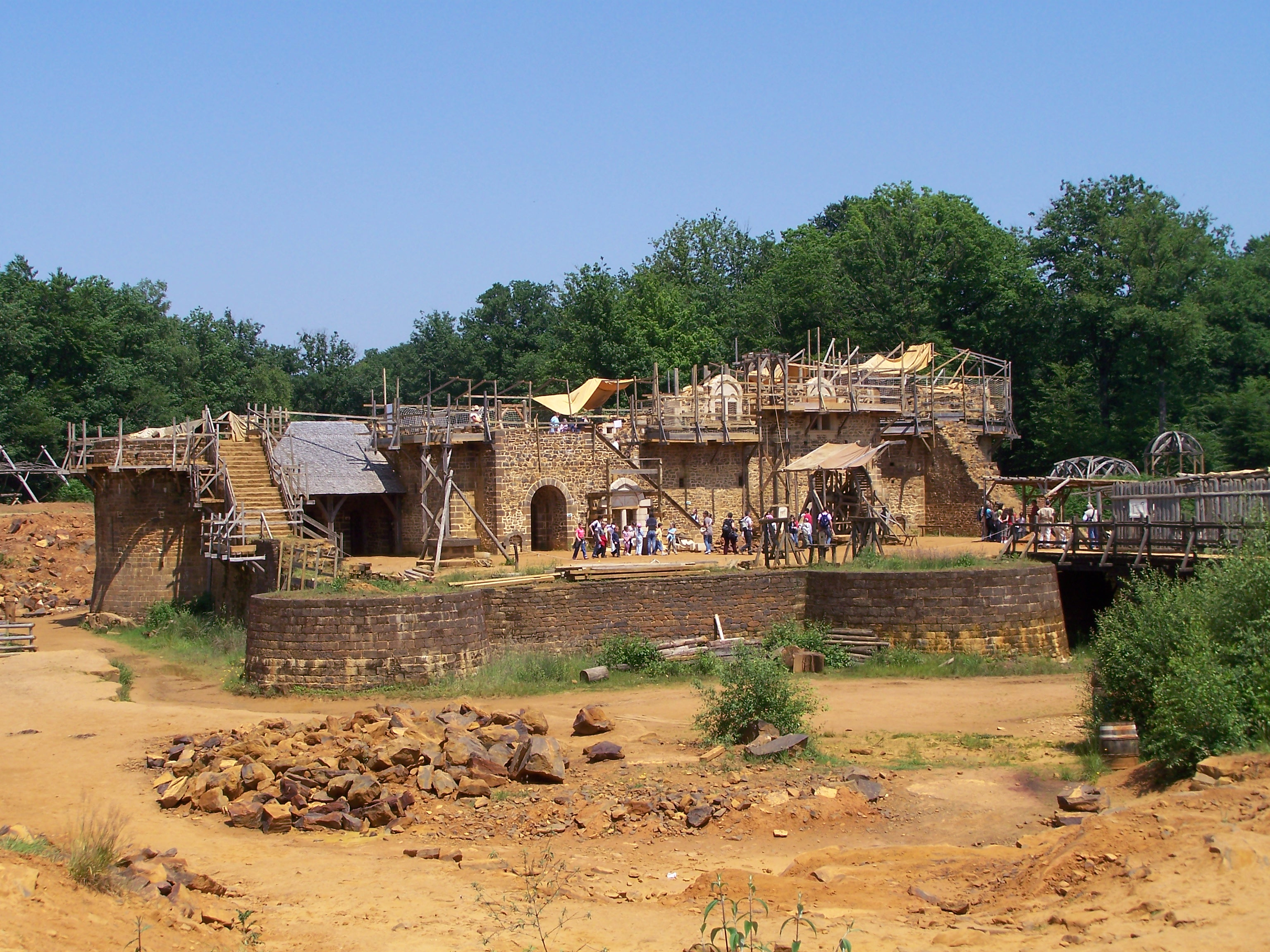
Juni 2008
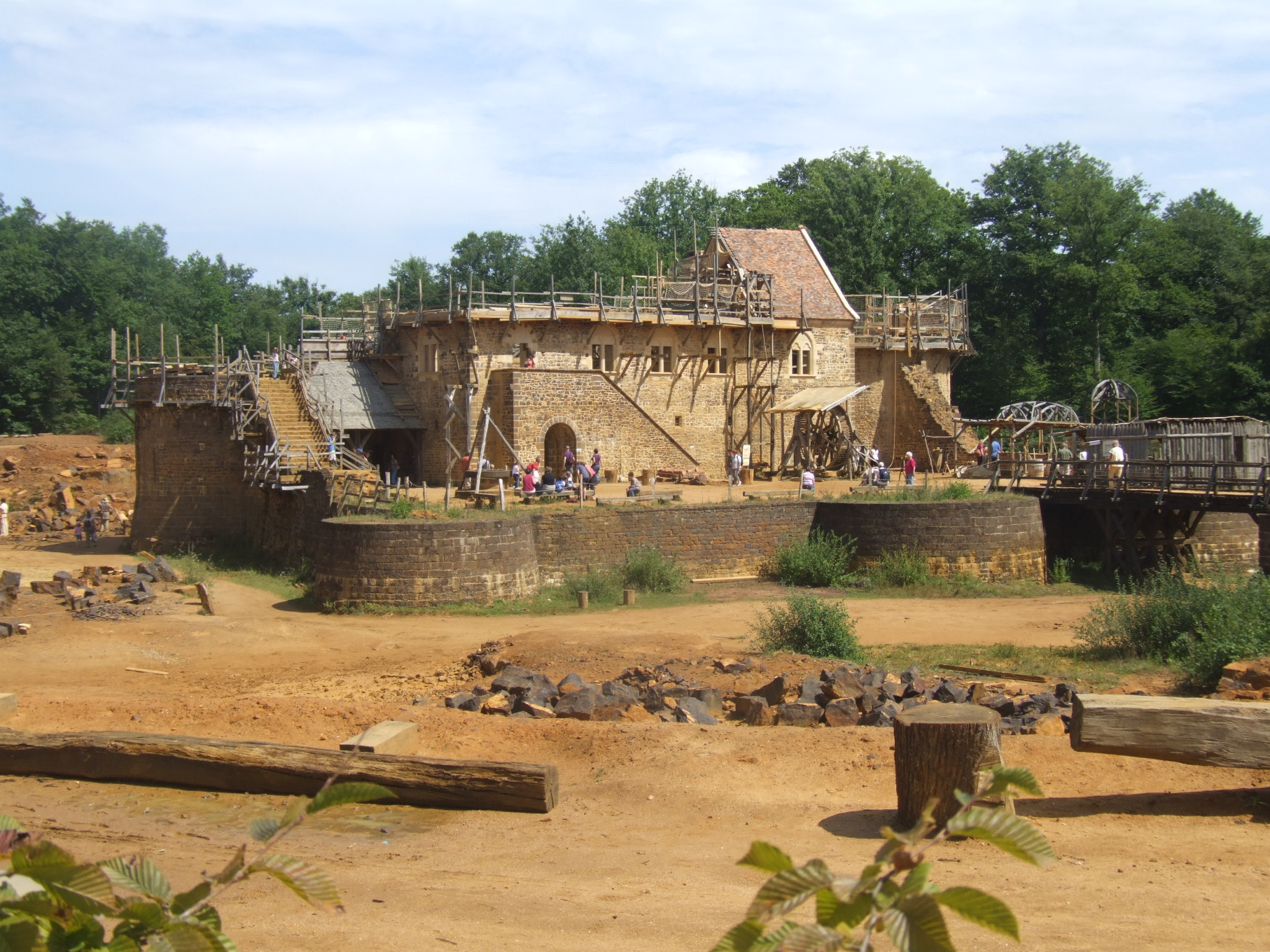
Juli 2009
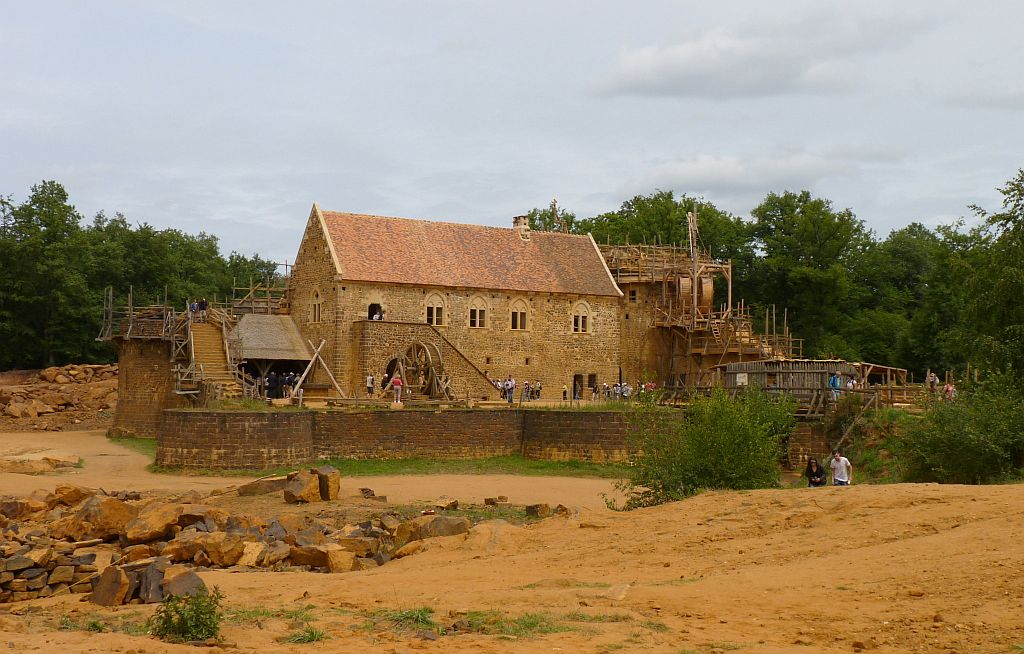
Juni 2011
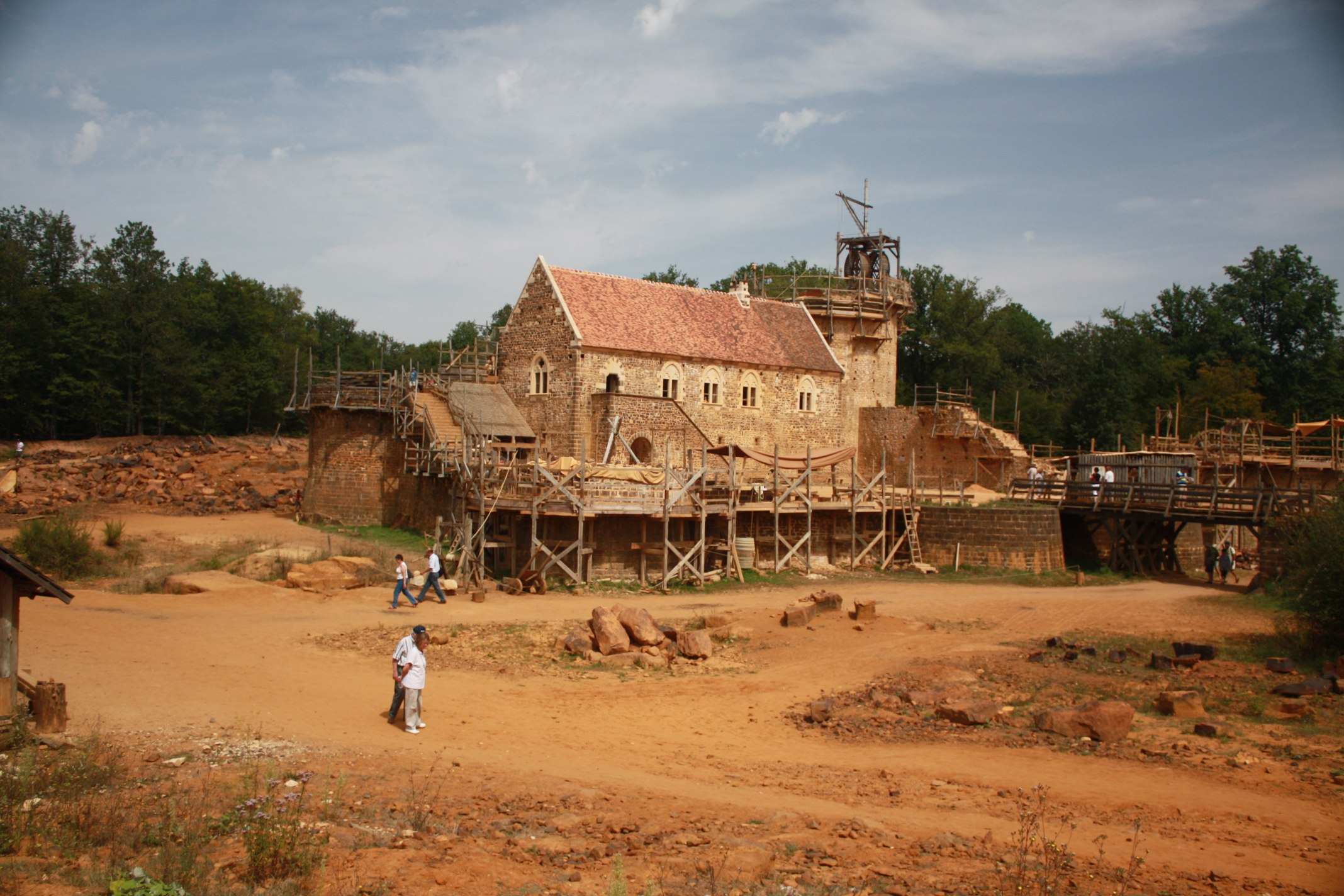
August 2012
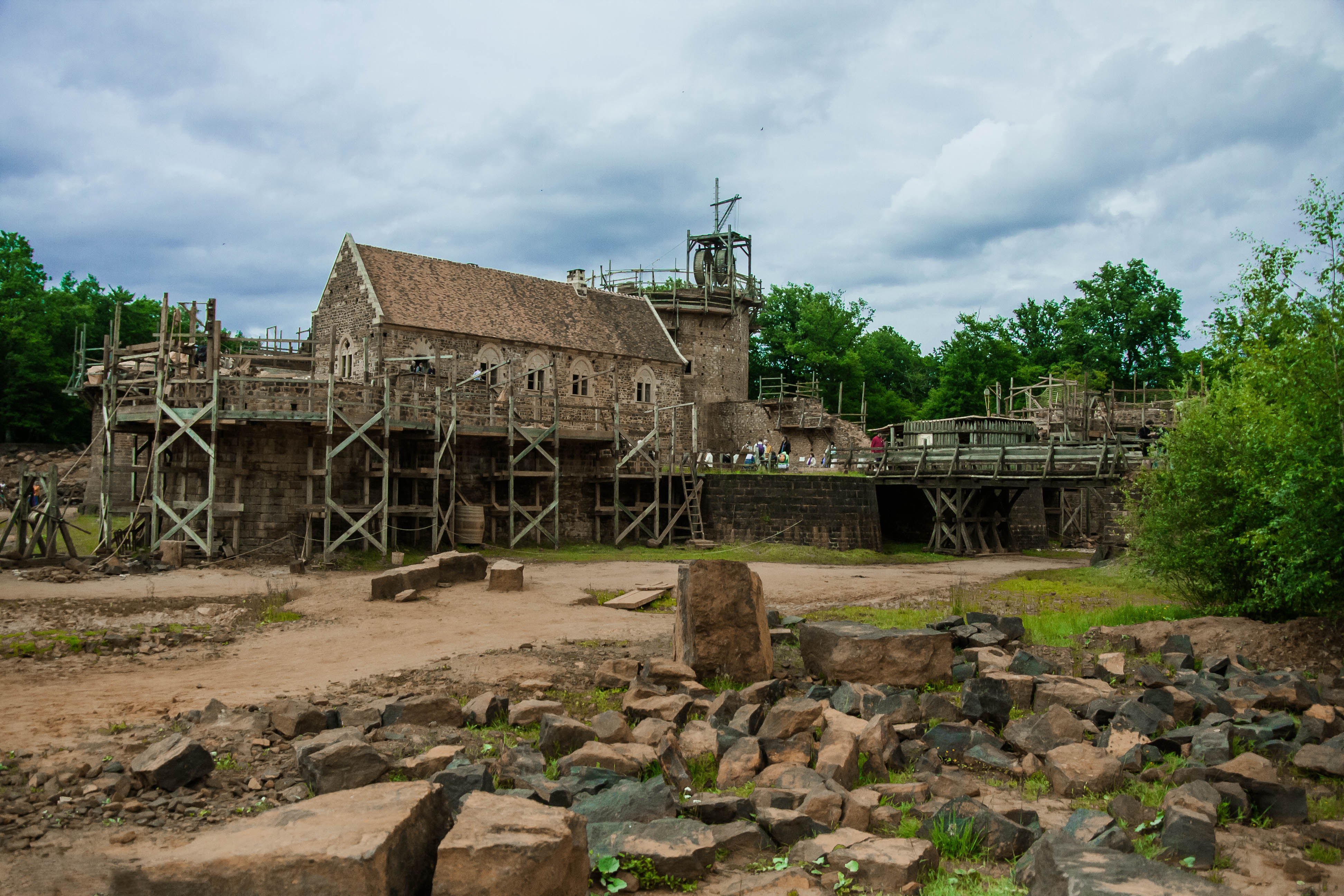
Oktober 2013
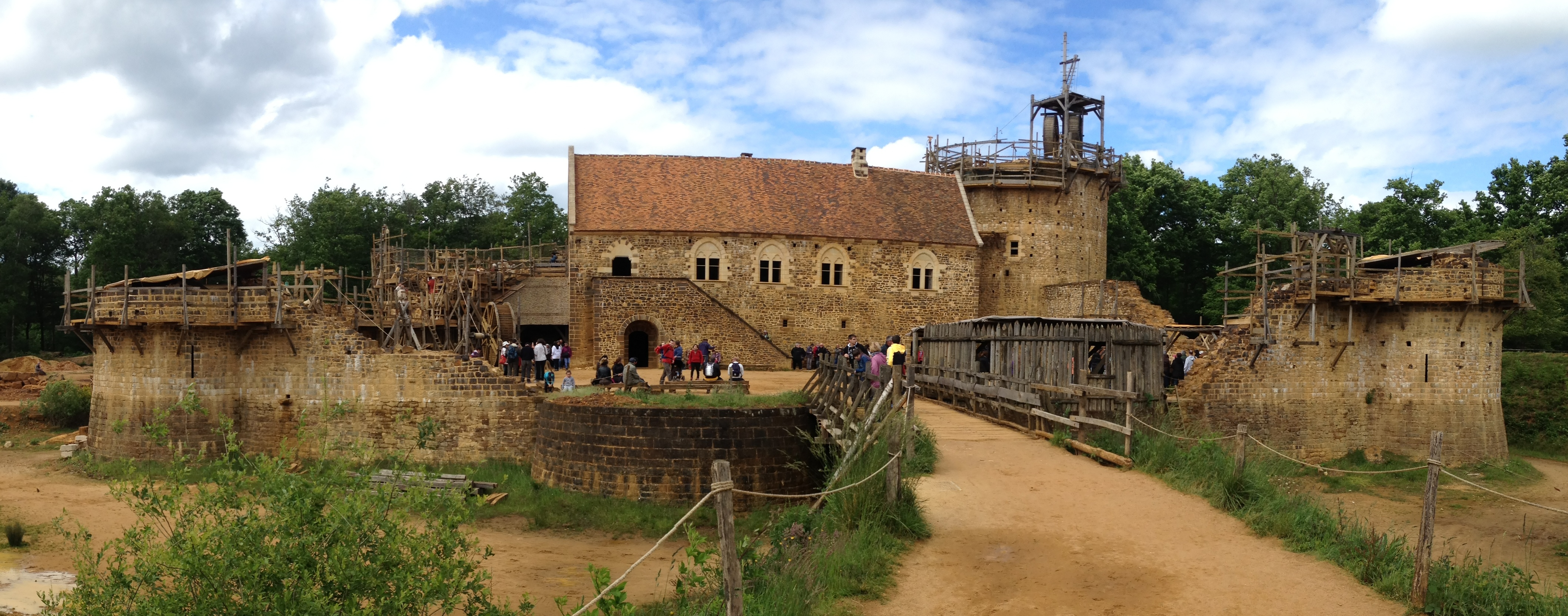
Mai 2014
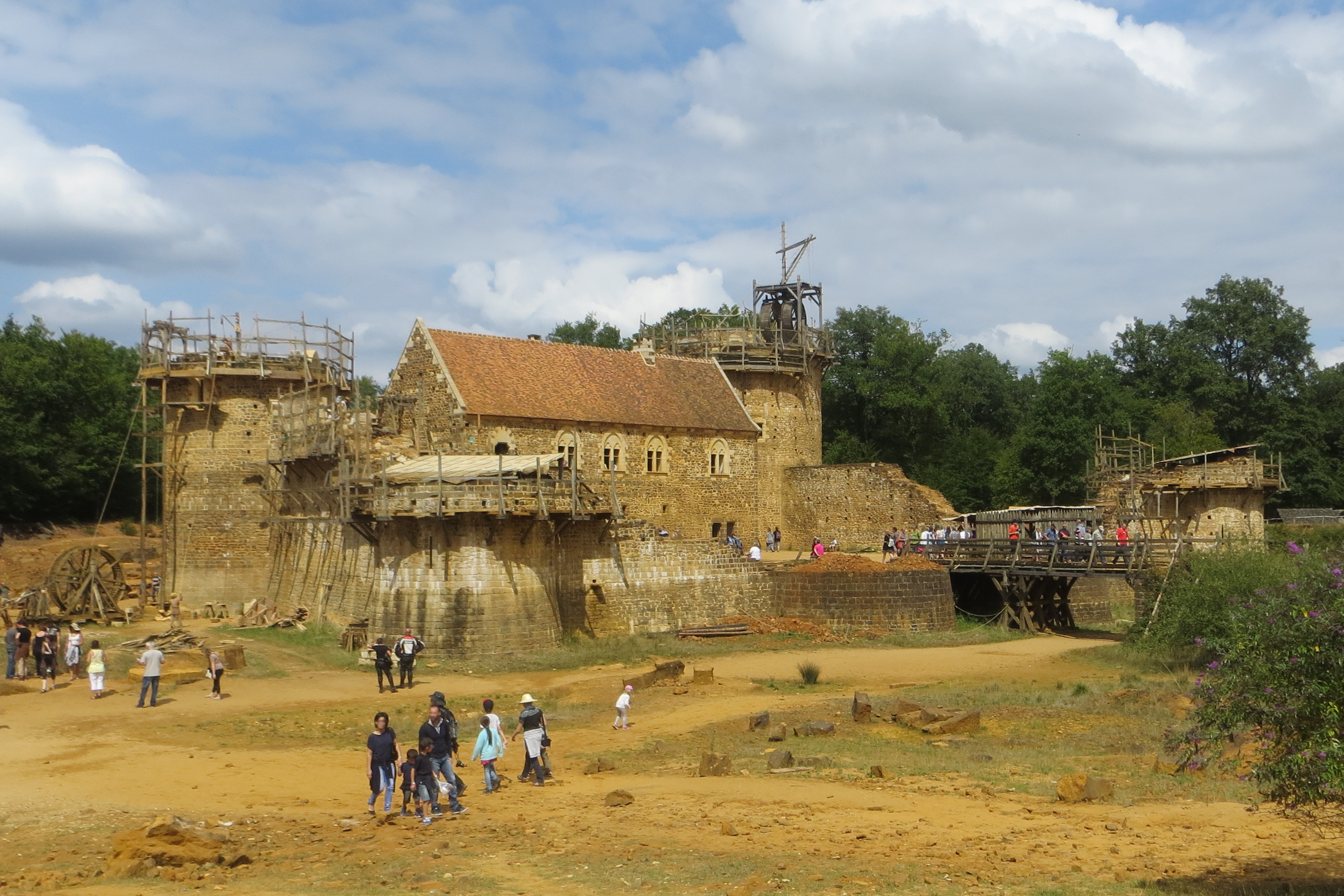
August 2015
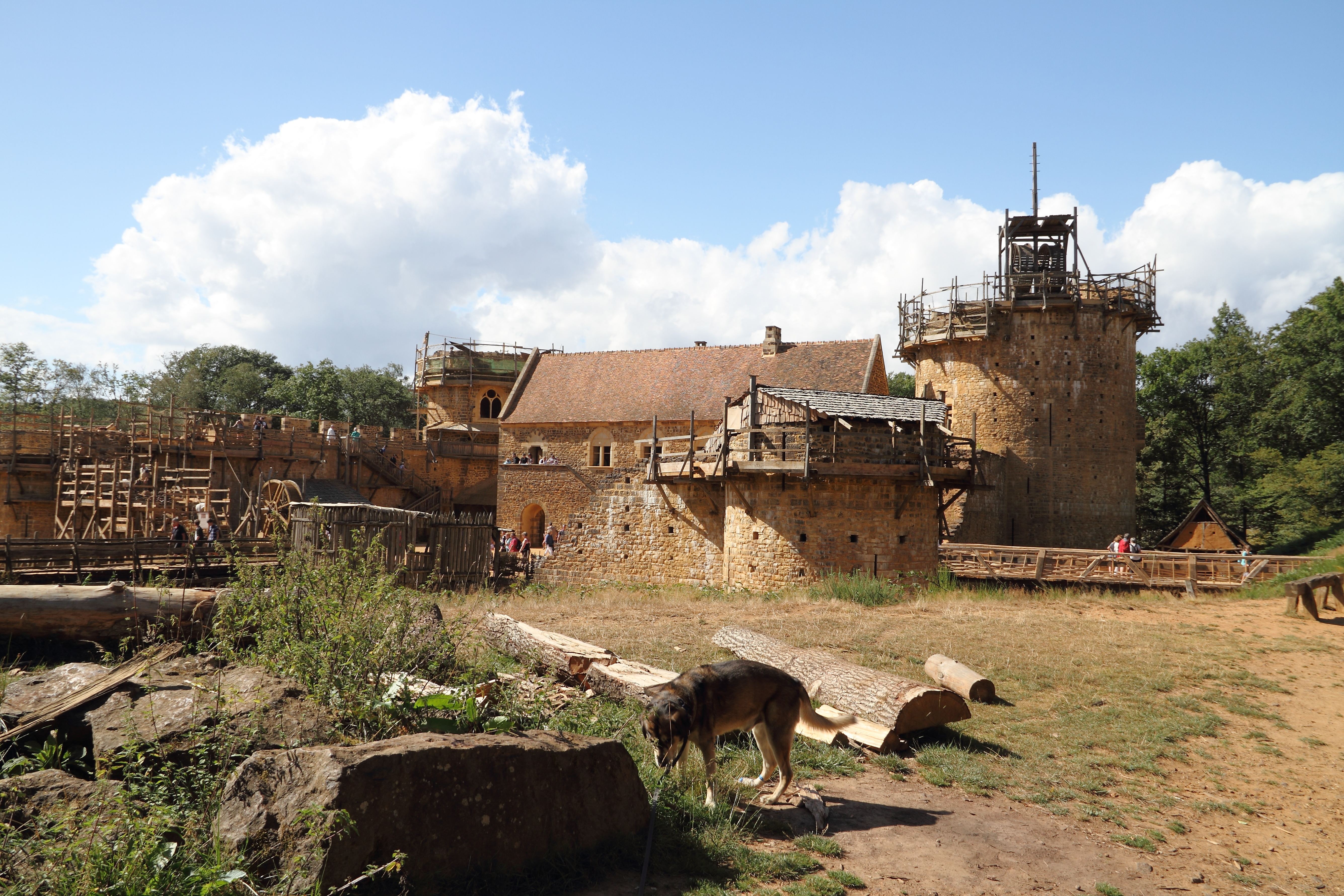
August 2016
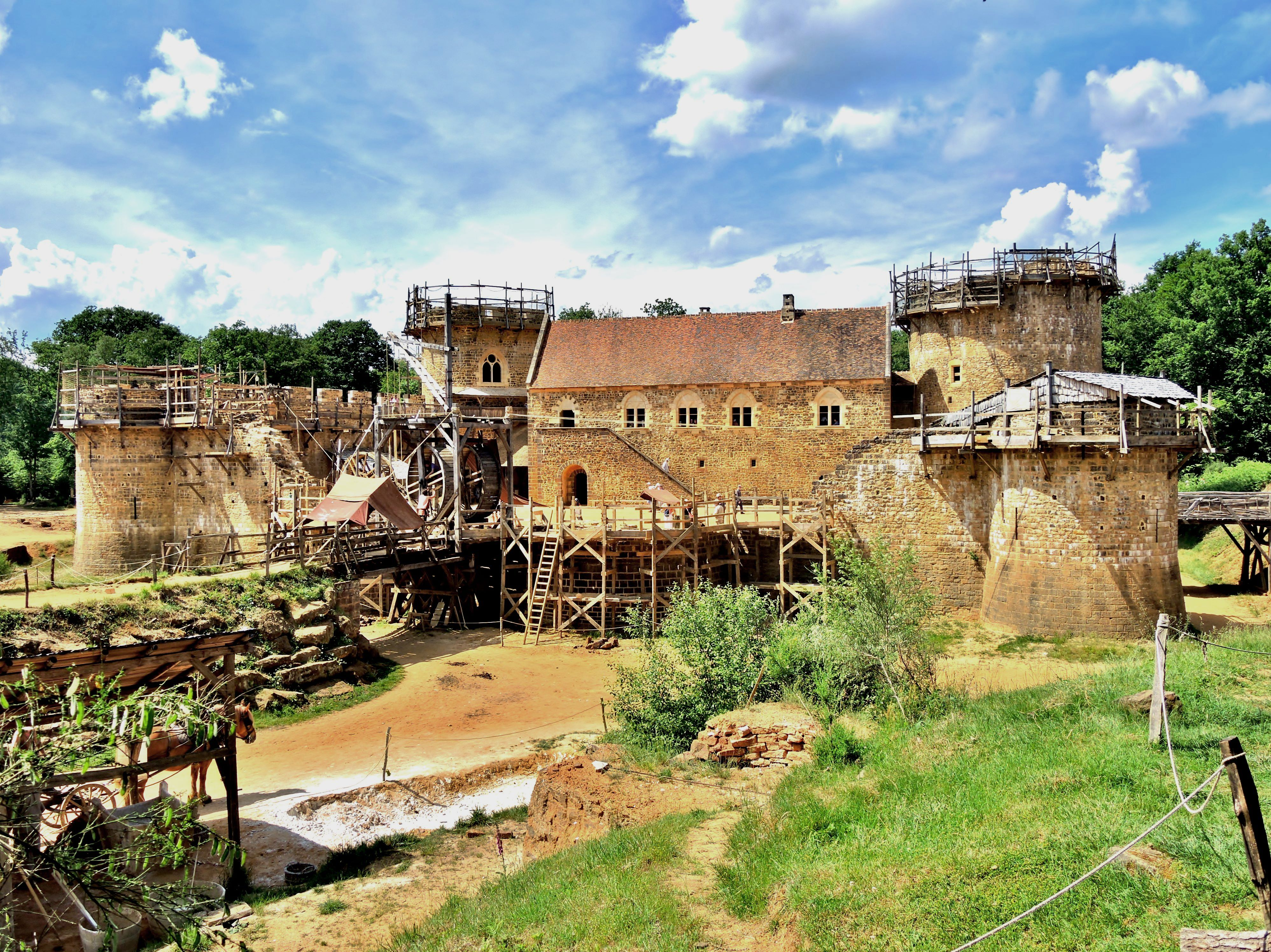
Juni 2017
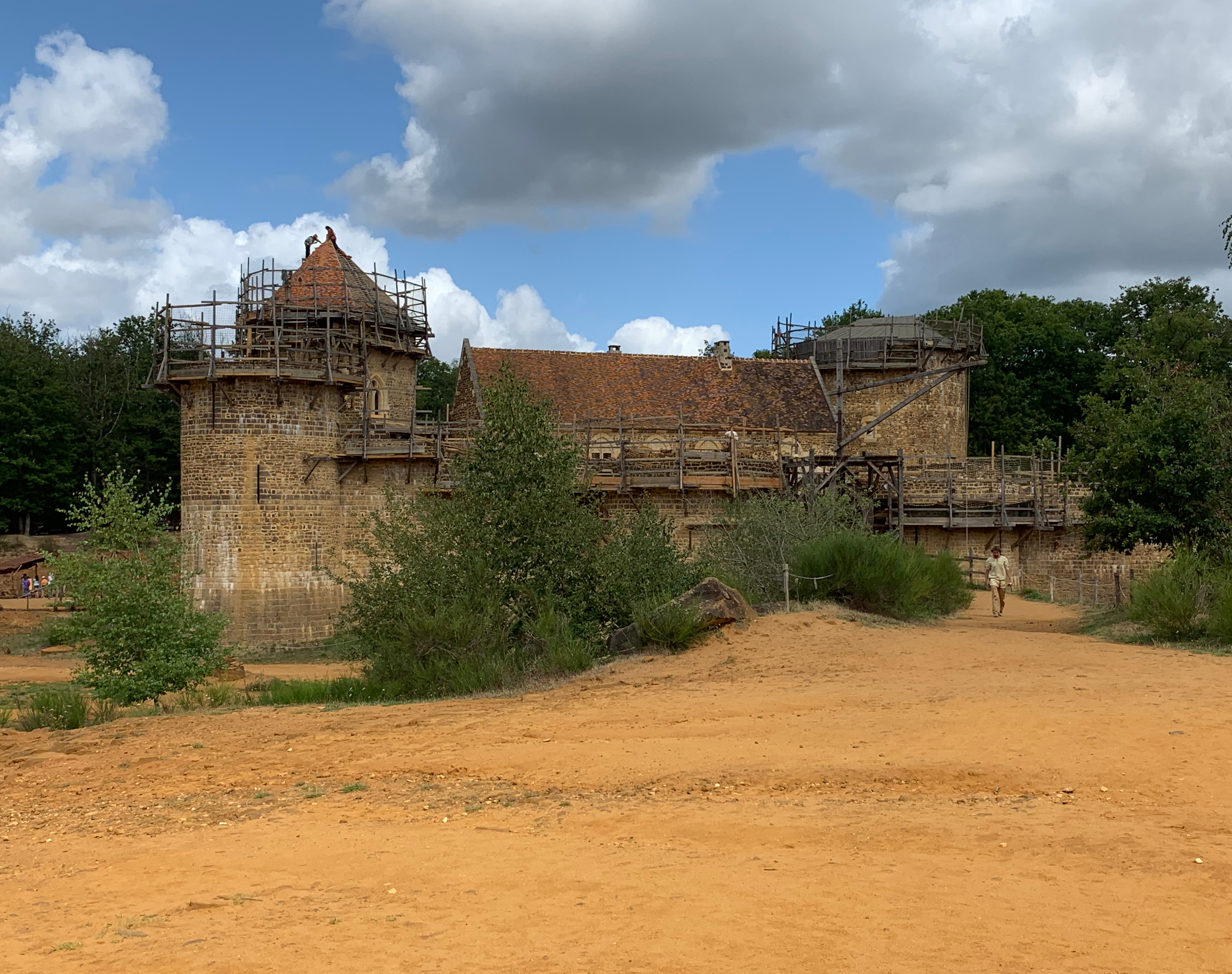
August 2019
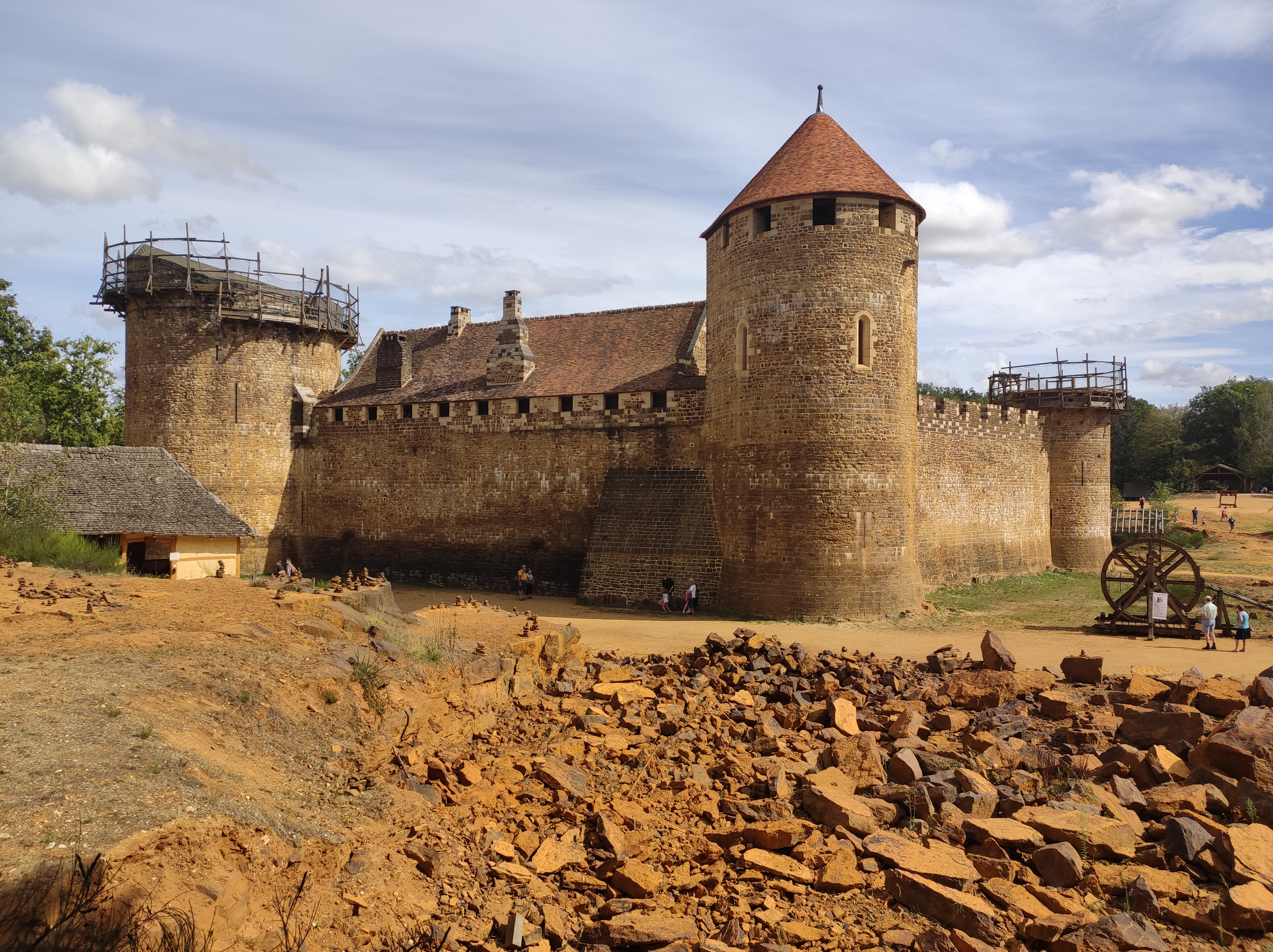
August 2020
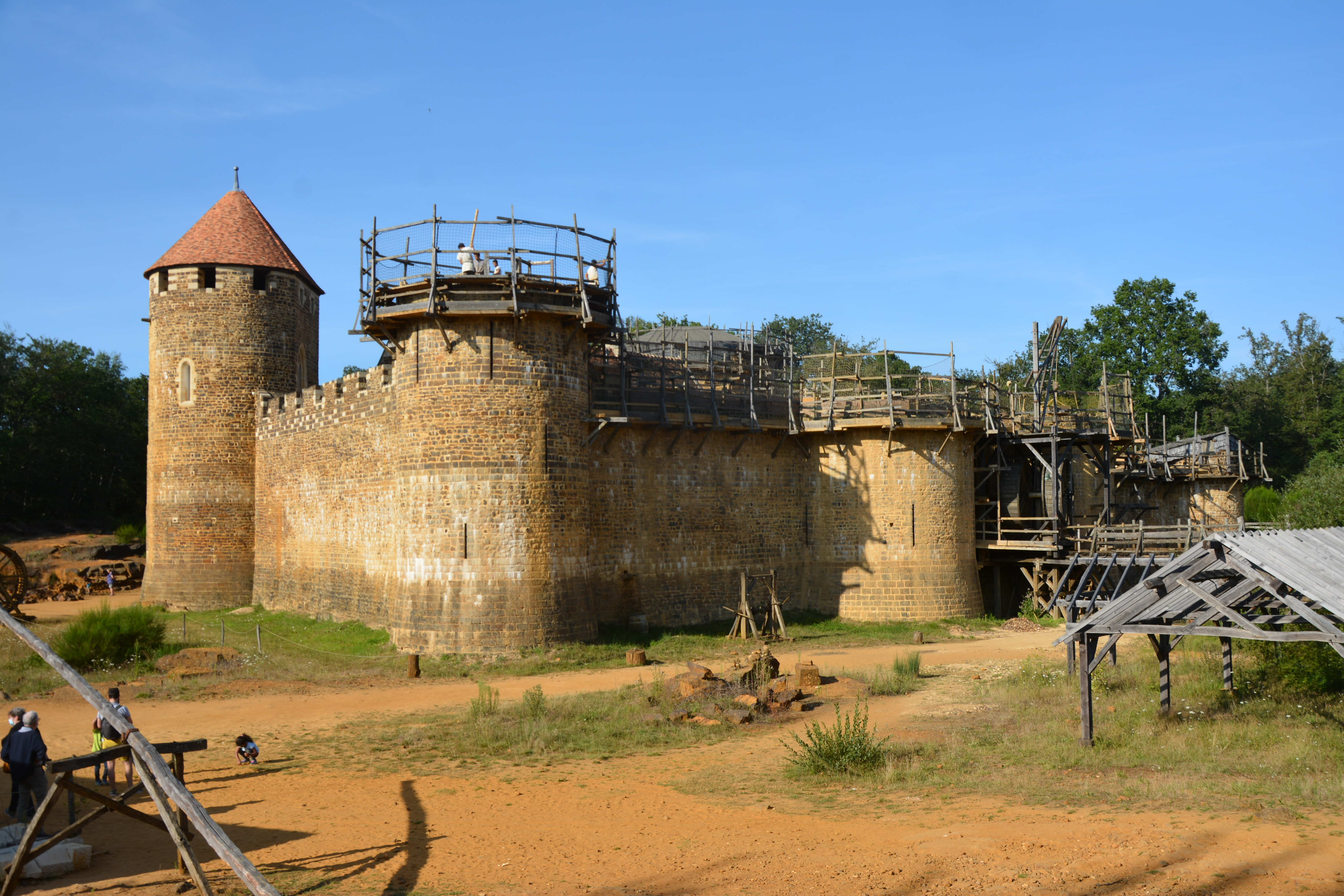
August 2021
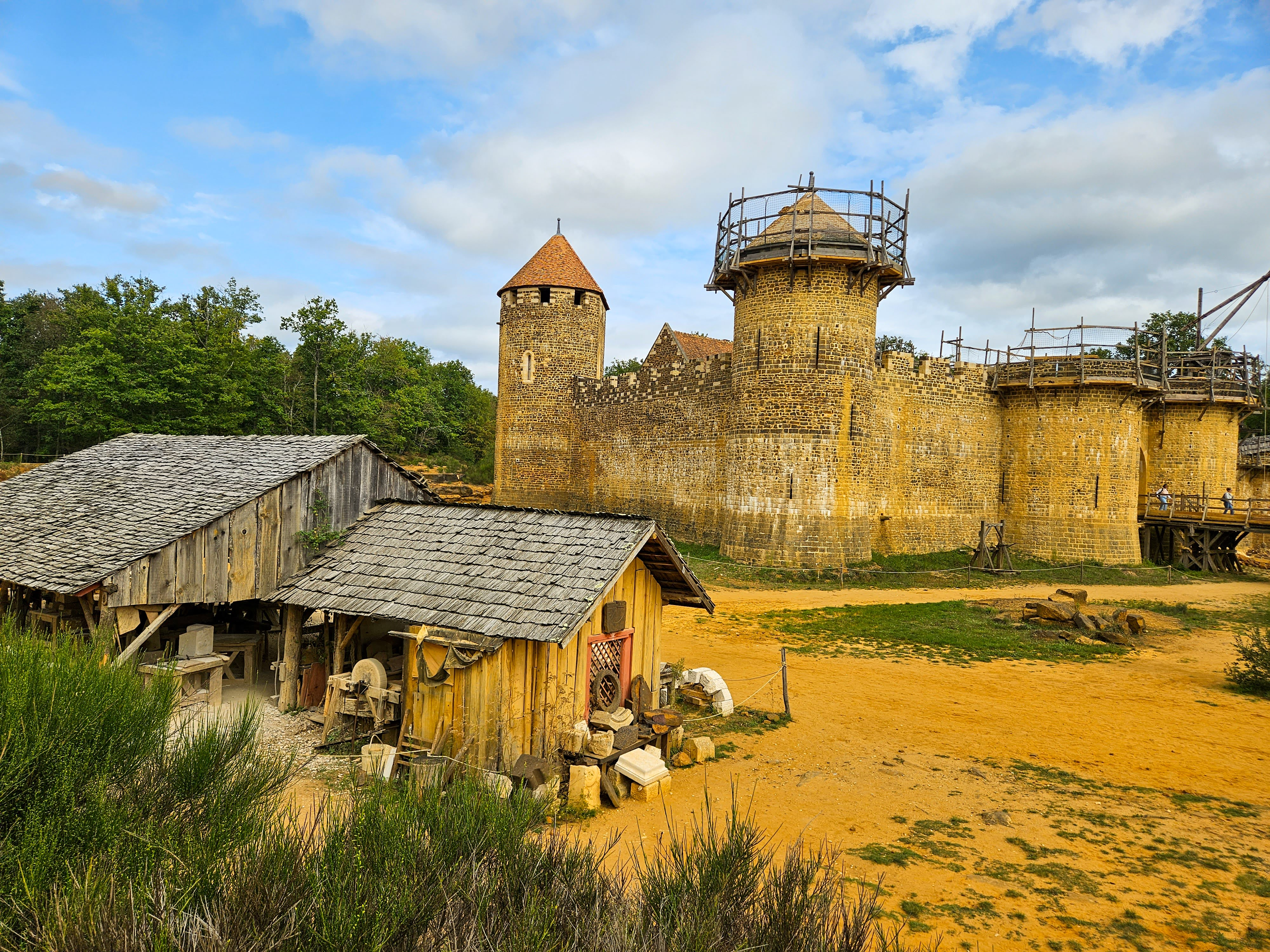
September 2023

### Historische Werkstätten am Bauplatz
Die für den Bau verwendeten Materialien entstehen in historischen Werkstätten, die auf dem Gelände zu besichtigen sind.

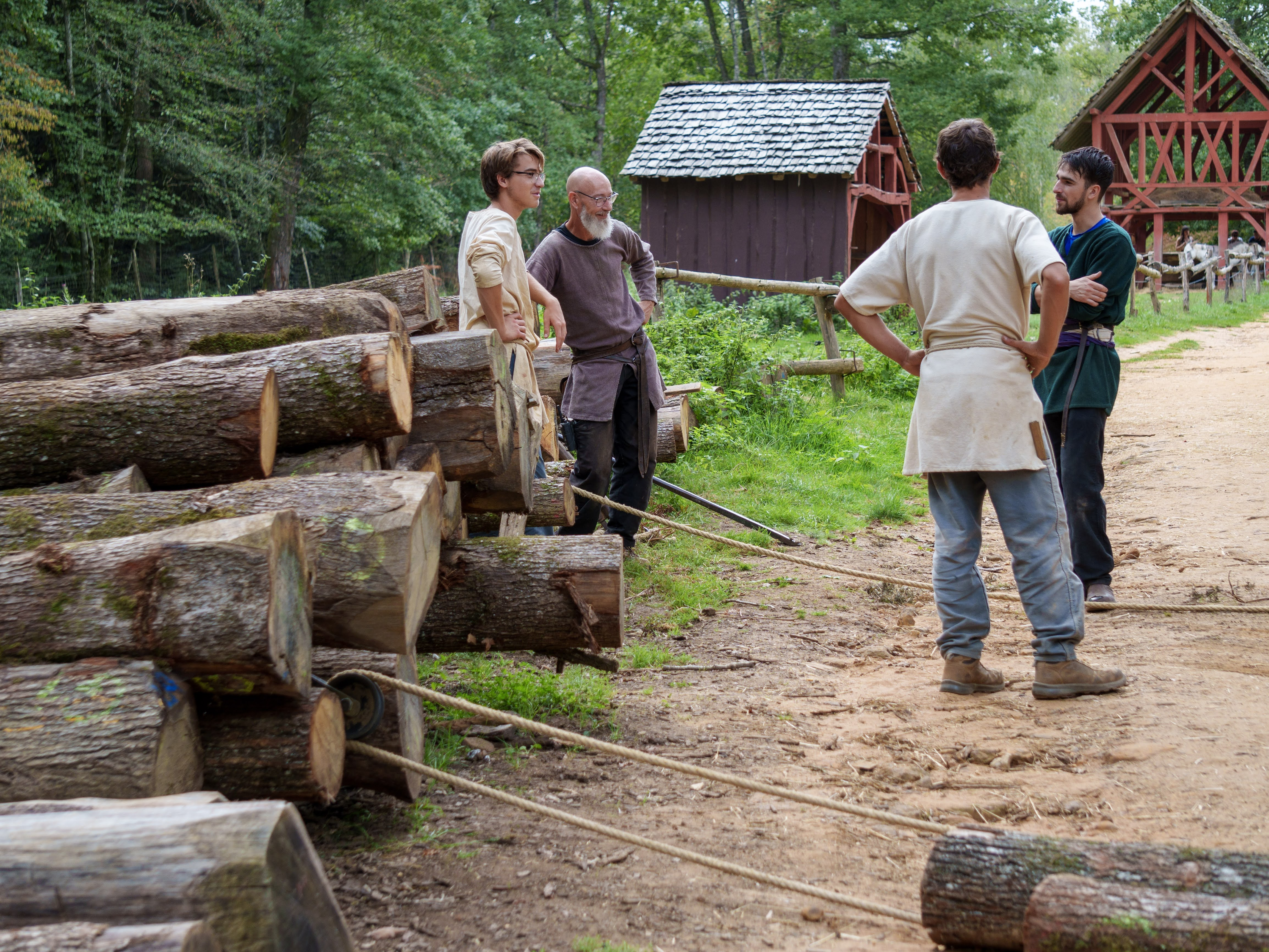
Holzbearbeitung
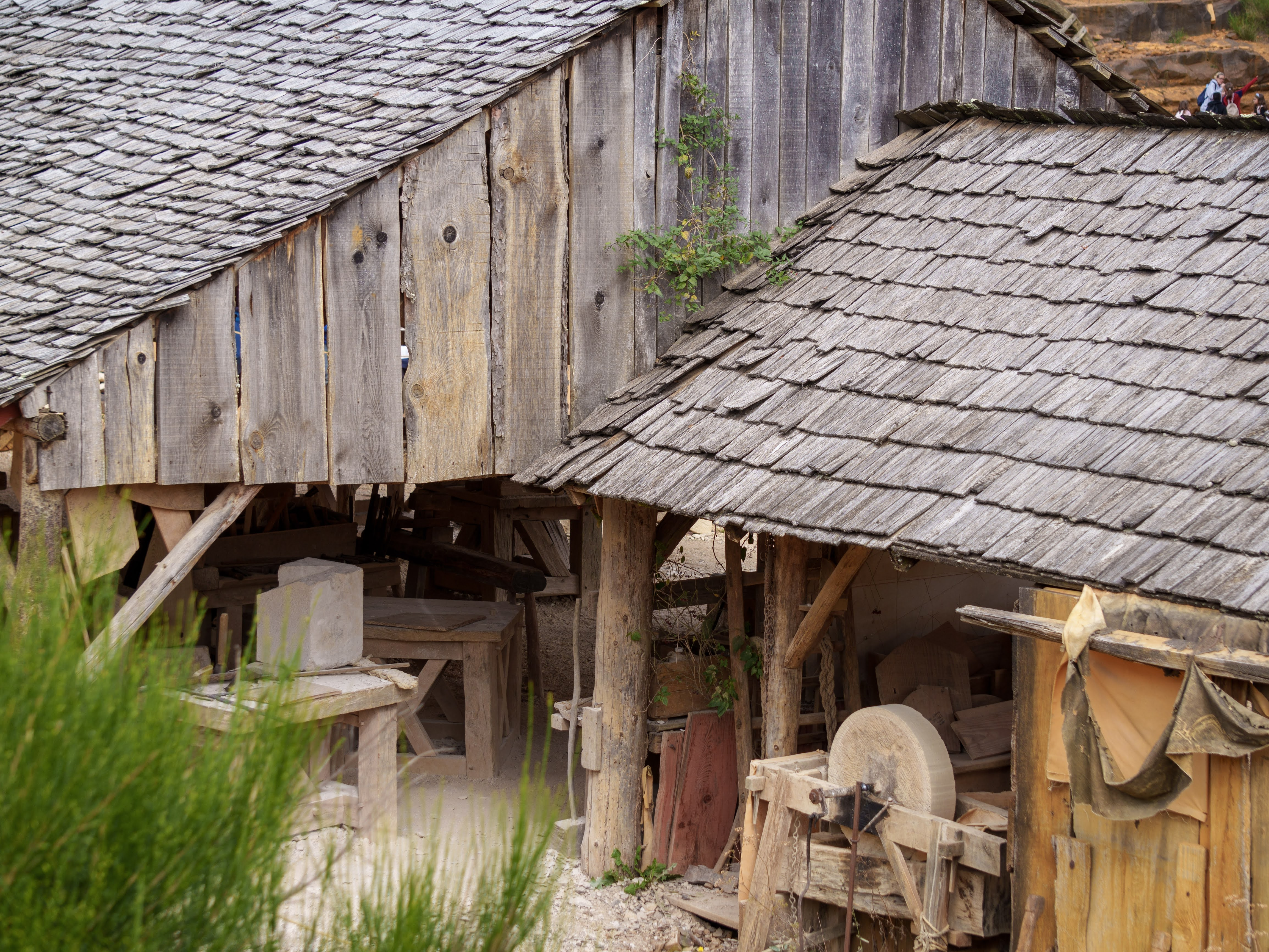
Steinmetzwerkstatt
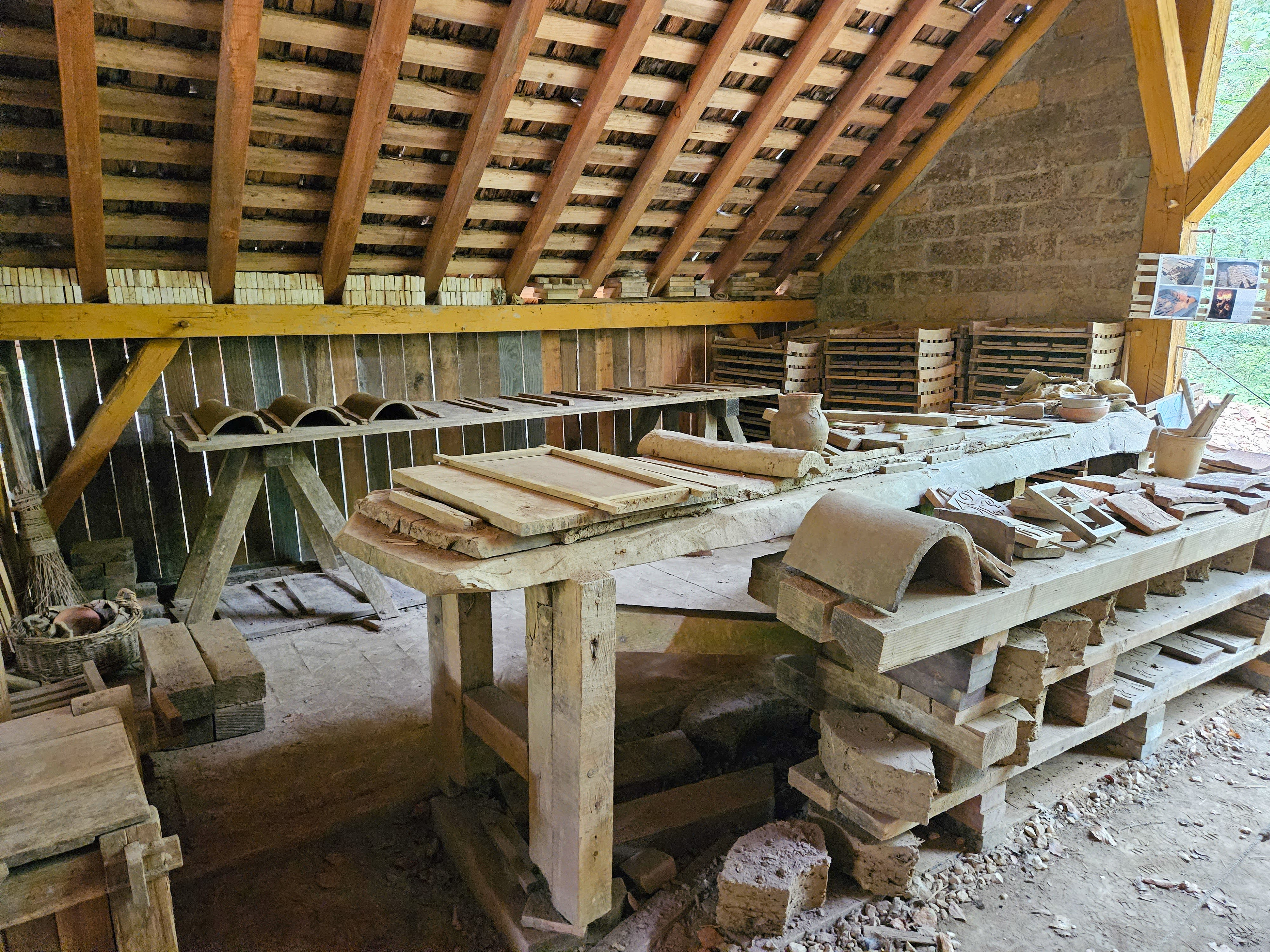
Töpferei
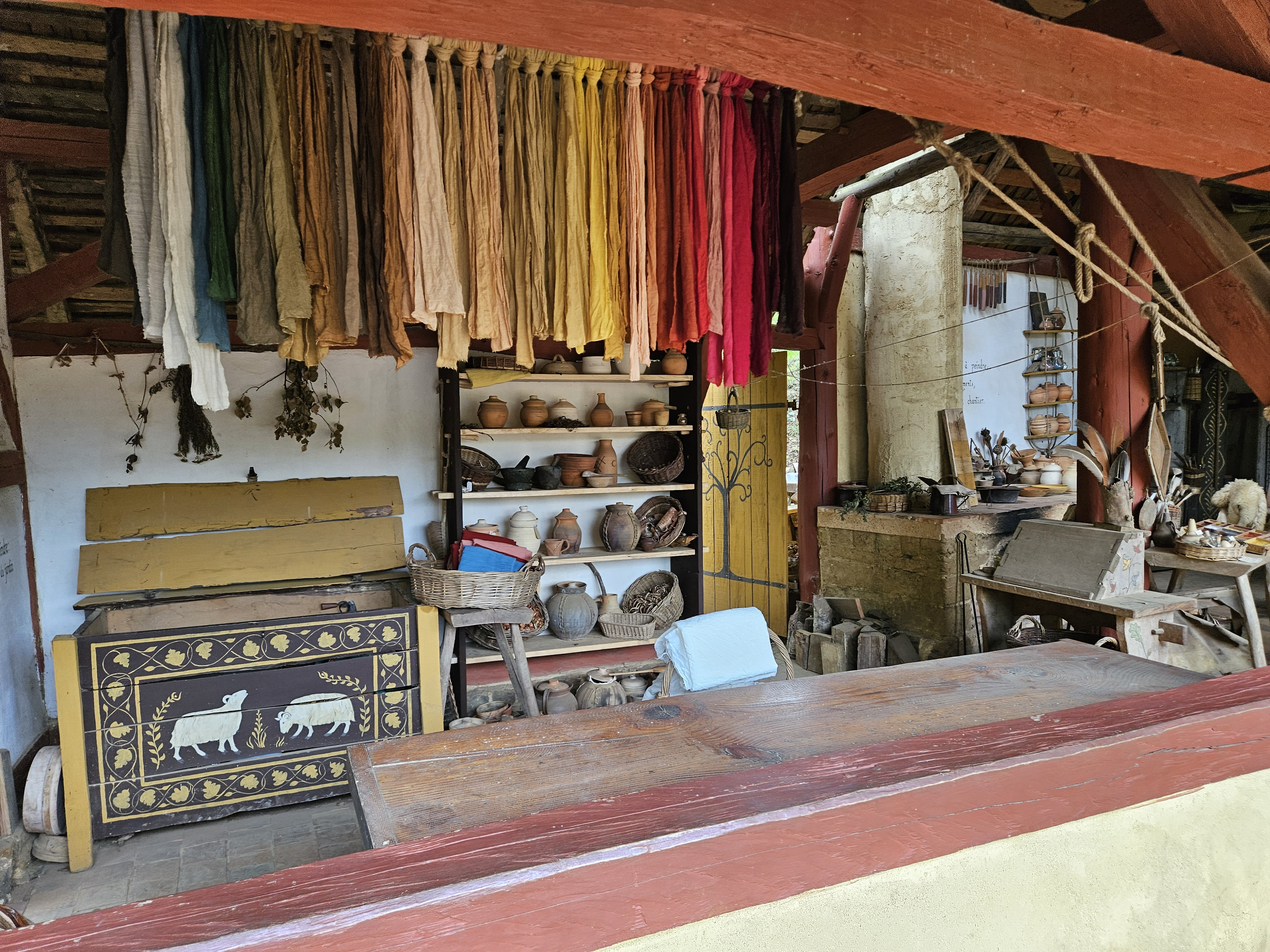
Textilwerkstatt

### Tochterprojekt in den USA
Unter dem Namen Ozark Medieval Fortress wurde 2008 im US-Staat Arkansas ein Tochterprojekt gestartet, das ebenfalls unter der Leitung von Michel Guyot stand. Es wurde im Jahr 2012 bis auf weiteres geschlossen.

## Wirtschaftliche Daten

### Touristische Bedeutung

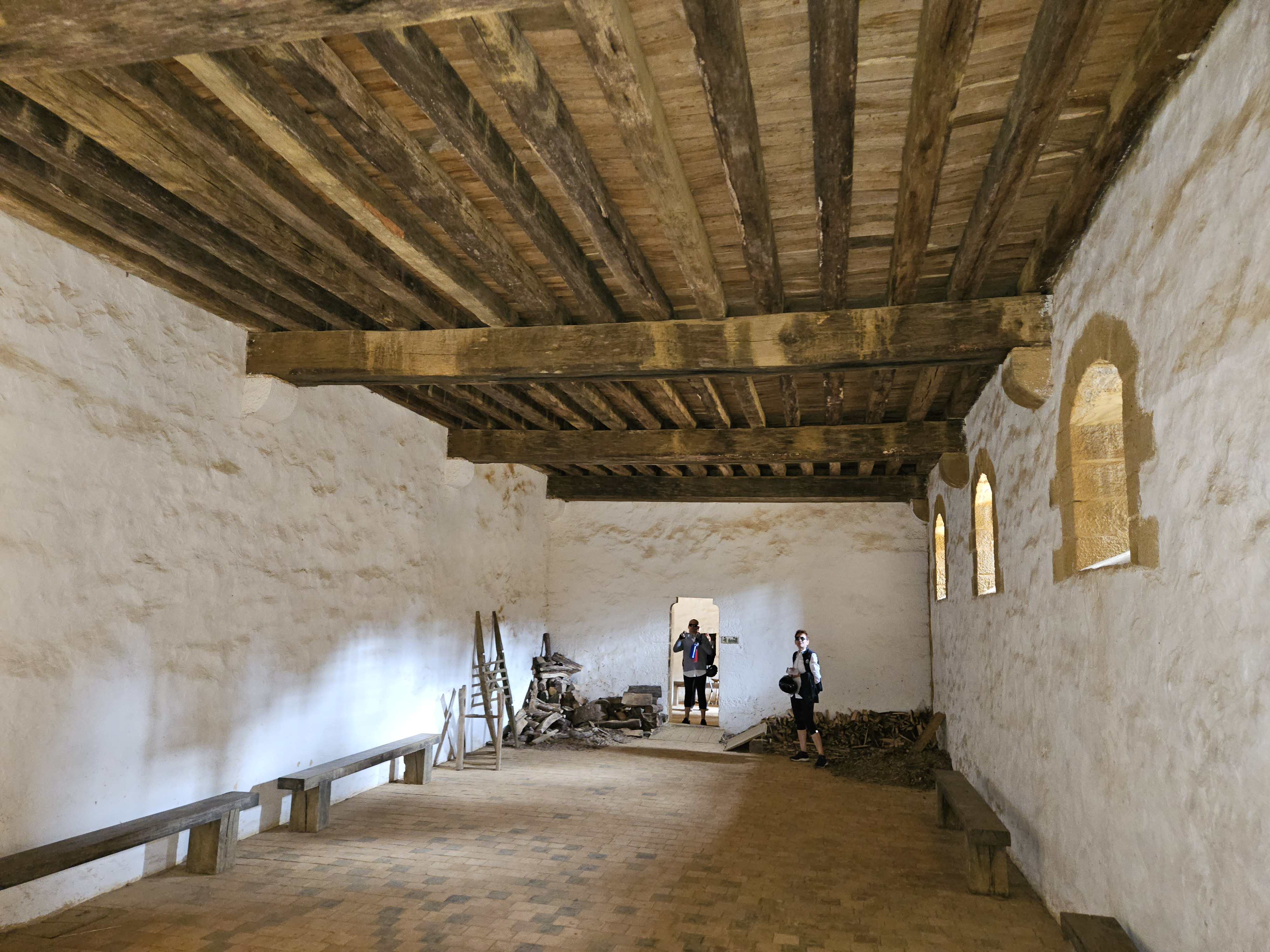
Wohnbau

Im Jahr 1998 hatte das Burgfeld von Guédelon nach Betreiberangaben etwa 65.000 Besucher, 2005 waren es 245.000, 2010 320.000 Besucher, davon ungefähr 80.000 Schüler. Gleich viele waren es 2011. 2014 kamen 297.856, 2015 kamen 304.189 Besucher. Die Burgbaustelle war 2015 nach der Basilika Sainte-Marie-Madeleine in Vézelay die meistbesuchte Sehenswürdigkeit im Département Yonne.

### Finanzierung
Zunächst wurde das Projekt von Kritikern als unseriös abgetan. Als die Ernsthaftigkeit, Wissenschaftlichkeit und der Baufortschritt erkannt wurden, förderten der französische Staat und die Europäische Union Guédelon mit 2,5 Millionen Euro, seit Auslauf dieser Förderung trägt sich das Projekt durch Spenden, Eintrittsgelder, Merchandising und Gastronomie.

## Dokumentationen
Der Dokumentarfilmer Reinhard Kungel begleitet die Bauarbeiten seit 2000 mit seinem Filmteam. Neben Dokumentationen über Guédelon für Arte und WDR/SWR realisierte das Team auch eine dreisprachige DVD. Am 13. September 2016 strahlte Arte die neunzigminütige Dokumentation als deutsche Synchronfassung Guédelon: Wir bauen uns eine Burg aus dem Jahr 2014 aus. 2019 wurde ein zweiter 91-minütiger Teil der Dokumentation ebenfalls als deutsche Synchronfassung mit dem Titel Die Burg-Baustelle erstmals gesendet. Außerdem stellte die Filmproduktionsfirma Timeline in der englischsprachigen Dokumentation Can We Build A Castle With Medieval Tools? Secrets Of The Castle das gesamte Bauprojekt vor.